# Slata méchouia
 (mars 2018).
Si vous disposez d'ouvrages ou d'articles de référence ou si vous connaissez des sites web de qualité traitant du thème abordé ici, merci de compléter l'article en donnant les références utiles à sa vérifiabilité et en les liant à la section « Notes et références ».
La slata méchouia, slada mechouiya (arabe : سلاطة مشويّة, littéralement « salade grillée »), ou méchouia tout court, est une salade traditionnelle de la cuisine tunisienne, variante de la matboukha maghrébine, composée de tomates, de poivrons, piments et oignons (et parfois d'aubergines) grillés et hachés après cuisson. Elle est assaisonnée avec du sel, du poivre, de l'ail, de la poudre de coriandre et de carvi et arrosée d'huile d'olive. Ceux qui aiment la manger piquante y ajoutent de l'harissa, en particulier si les piments grillés ne sont pas très forts.
On la sert souvent accompagnée d'olives, de thon, de câpres ou de quartiers d'œufs durs. En Tunisie, elle peut également servir de base à la confection d'un fricassé.
Elle est un héritage culinaire des Arabo-andalous qui s'installent dans la région du cap Bon après la chute du royaume de Grenade en 1492 et apportent avec eux la culture des Solanacées du Nouveau Monde récemment introduites en Espagne, comme la tomate, les piments et les poivrons.

## Préparation
Les poivrons et les tomates sont grillés puis pelés avec les doigts. Suivant si l'on préfère un plat piquant ou non, il faut épépiner ou non les poivrons et leur ajouter les oignons et/ou aubergines s'il y a lieu. L'ensemble est pilé au pilon ou haché au couteau ou au moulin (pas mixé car ceci liquéfierait la préparation). Le sel, les épices, l'ail écrasé et un filet d'huile sont ajoutés, ainsi que toute autre garniture en surface (thon, œuf dur, olives, morceaux de citron confit au sel, etc.).